# 2005 في العراق
فيما يلي قوائم الأحداث التي وقعت خلال عام 2005 في العراق.

## أحداث
- 28 فبراير – تفجير الحلة 2005
- 30 يناير – انتخابات البرلمان العراقي كانون الثاني 2005
- 19 نوفمبر – مجزرة حديثة
- 15 ديسمبر – انتخابات البرلمان العراقي كانون الأول 2005

## سياسة

### تعيين في المنصب
- 1 مارس – محمود علي عثمان مجلس النواب العراقي.
- 7 أبريل – جلال طالباني رئيس العراق.
- 7 أبريل – غازي مشعل عجيل الياور نائب رئيس جمهورية العراق.
- 3 مايو – إبراهيم الجعفري رئيس وزراء العراق.

### انتهاء فترة المنصب
- 1 يناير – حكمت حكيم عضو في الجمعية الوطنية الانتقالية.
- 7 أبريل – غازي مشعل عجيل الياور رئيس العراق.
- 3 مايو – إياد علاوي رئيس وزراء العراق.

## أفلام
من الأفلام التي صدرت هذه السنة في العراق:
- 1 يناير – السلاحف تستطيع الطيران من إخراج باهمان غوبادي.

## وفيات

### يناير
- 1 يناير – عبد الكريم المدرس (مواليد 1901)

### ديسمبر
- 2 ديسمبر – محمد حمزة الزبيدي (مواليد 1938) سياسي عراقي.